# Jacobus Petrus Dessing
Jacobus Petrus Dessing (Jac. P. Dessing, J.P. Dessing) (Gouda, 15 juli 1880 – aldaar, 29 augustus 1966) was een Nederlands architect.

## Leven en werk
Dessing werd in 1880 geboren als zoon van de Goudse architect Christianus Petrus Wilhelmus Dessing en Catharina Maria Wennekers. Evenals zijn vader werd hij architect. Ook zijn oudere broer Petrus Jacobus Christianus was architect. Dessing trouwde op 3 mei 1910 met Geertruida Peeters. Dessing was ook politiek actief in Gouda. Hij was vanaf 1925 lid van de Goudse gemeenteraad voor de rooms-katholieke partij. Dessing overleed in 1966 op 86-jarige leeftijd in zijn woonplaats Gouda.

## Bouwwerken
In Gouda ontwierp hij in 1923 in opdracht van de toenmalige rooms-katholieke woningbouwvereniging Sint Jozef een complex van 177 arbeiderswoningen. Dessing ontwierp deze  Josephbuurt als een tuindorp. Het plan van Dessing werd in vakkringen positief gewaardeerd. Het tijdschrift Architectura kwalificeerde het plan als "werk van beteren aard". In 1920 ontwierp hij in opdracht van de Rooms-katholieke Leesvereniging, een gymzaal aan de Peperstraat 35 in Gouda. In 1922 ontwierp hij een kerkhofkapel bij de Rooms katholieke begraafplaats in Oudewater. In 1928/1929 ontwierp hij samen met Anton Bartels het rooms-katholieke ziekenhuis Sint Jozefpaviljoen aan de Graaf Florisweg in Gouda. In 1931/1932 werd de door hem ontworpen Sacramentskerk in de wijk Korte Akkeren in Gouda gebouwd. In 1938 kwam de door Dessing ontworpen parochiekerk van Sint Joannes de Doper in Zevenhoven gereed.

## Afbeeldingen

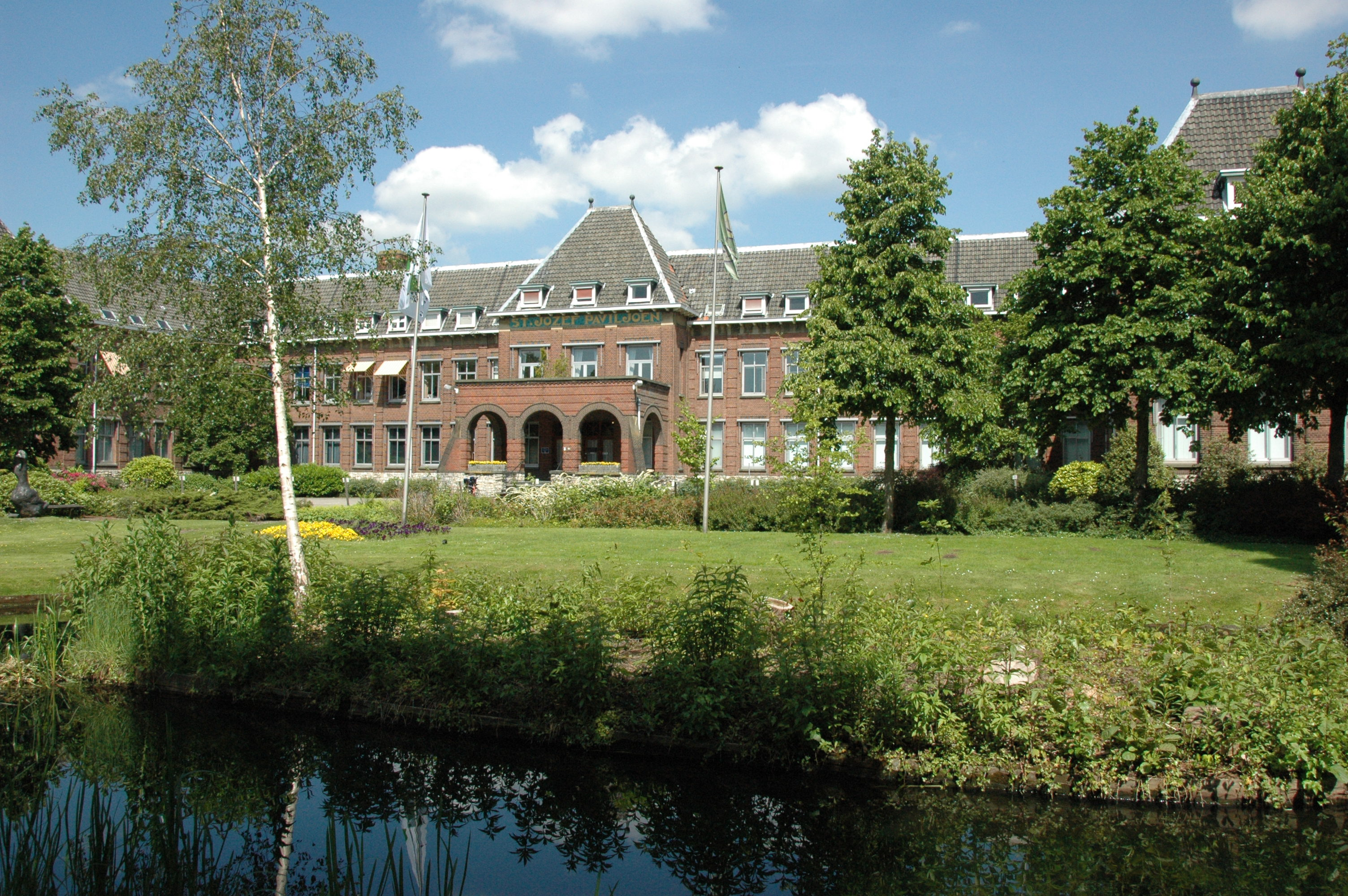
Het voormalige Sint Jozefpaviljoen in Gouda
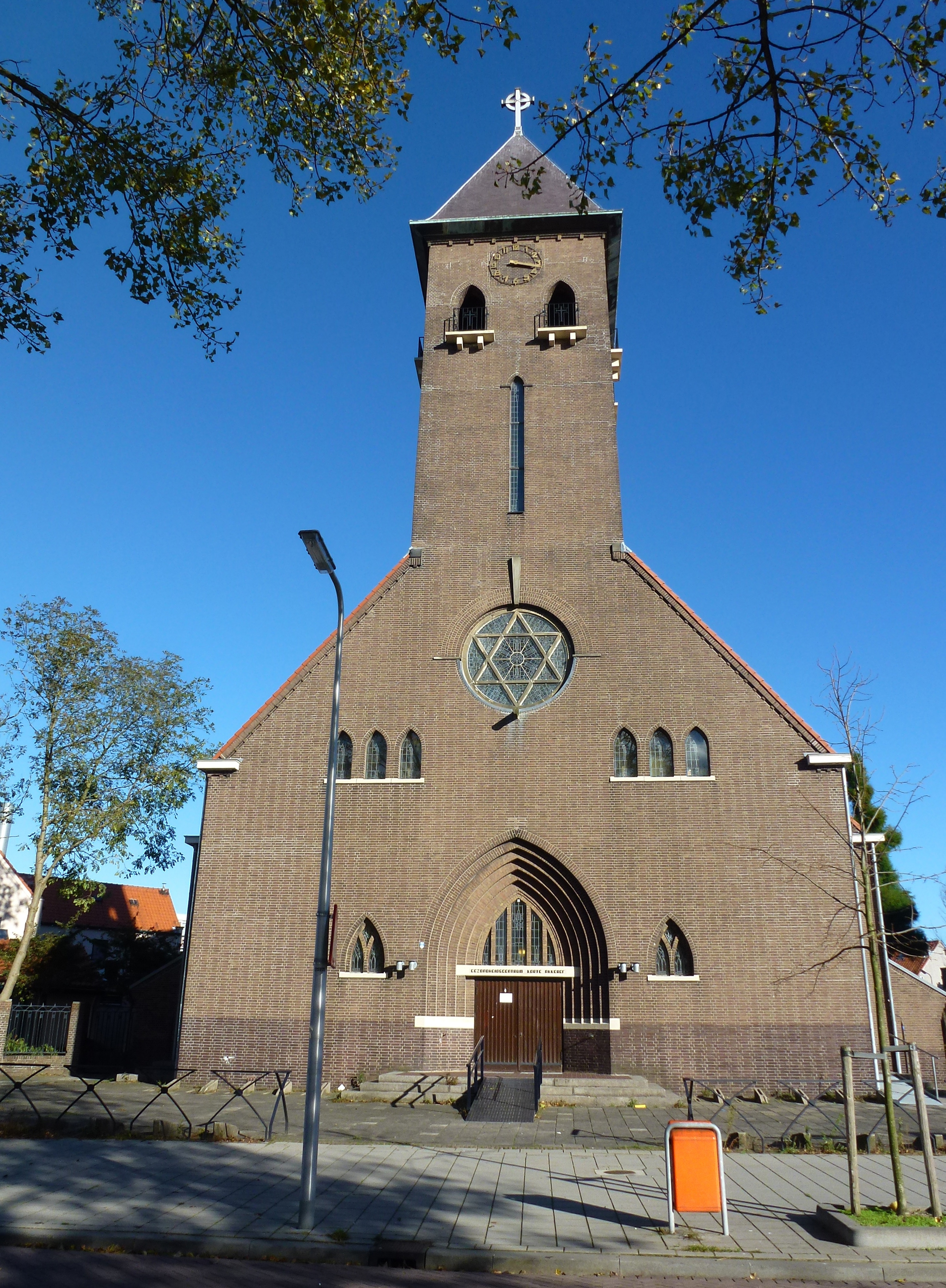
Voormalige Sacramentskerk in Gouda
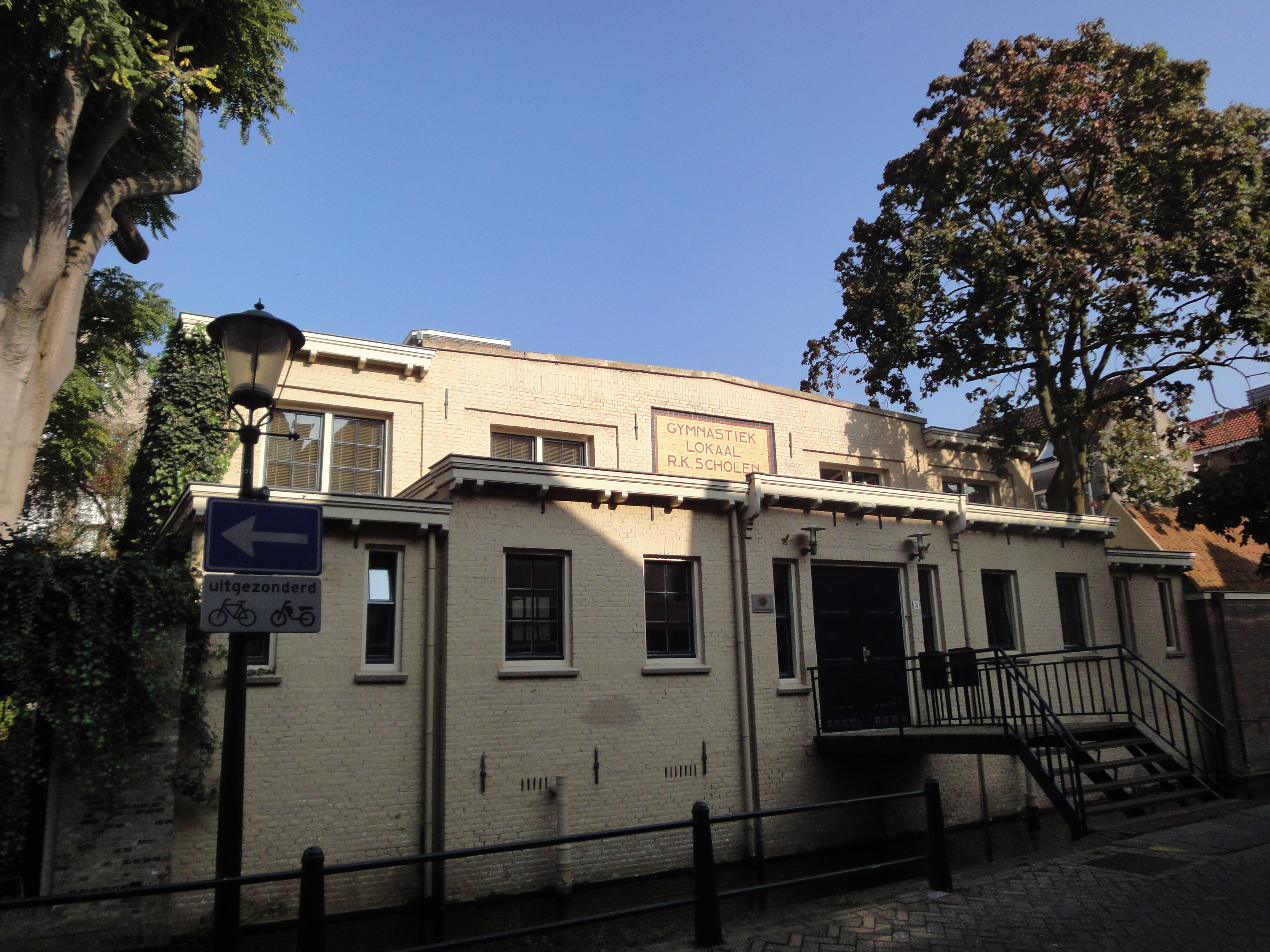
Voormalig gymnastieklokaal Rooms-Katholieke school
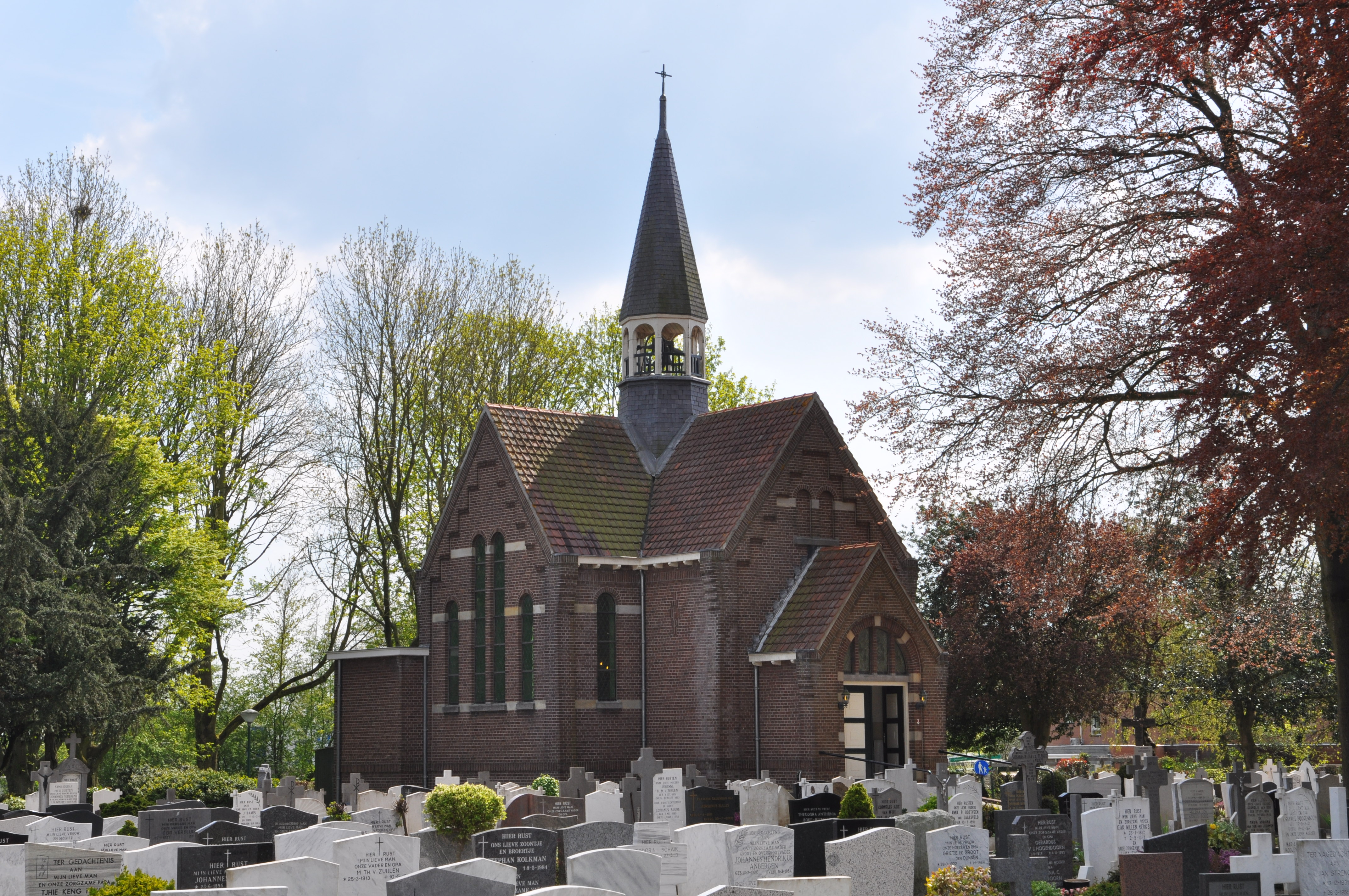
Kerkhofkapel in Oudewater